# Rhipidolestes janetae
Rhipidolestes janetae – gatunek ważki z rodziny Rhipidolestidae.